# Blauwe reus

De blauwe reus Alnitak in verhouding tot de zon

Een blauwe reus is een type buitengewoon heldere en hete ster met spectraalklasse O of B.
Een karakteristieke blauwe reus heeft een massa van gemiddeld tienmaal de zonnemassa en produceert tienduizendmaal meer energie dan onze zon. Door deze hoge snelheid van de kernfusie in het binnenste van de ster raakt de waterstof relatief snel op, zodat de ster reeds na enkele tientallen miljoenen jaren de hoofdreeks verlaat en op weg gaat om een supernova van het type II te worden. Ter vergelijking: een ster als onze zon heeft een levensduur van 10 miljard jaar.
De blauwe kleur wijst op een hoge oppervlaktetemperatuur van 10.000 tot 60.000 K. Een groot deel van de energie wordt niet uitgezonden in het zichtbare deel van het spectrum, maar in het ultraviolet.
Blauwe reuzen zijn zeldzamer dan sterren zoals onze zon of de nog kleinere rode dwergen, maar door hun grote lichtkracht kunnen ze nog op afstanden van duizenden lichtjaren met het blote oog worden waargenomen. Onder de zichtbare sterren zijn er daarom niet weinig sterren van dit type.
Voorbeelden van blauwe reuzen zijn Rigel, Alnitak en Naos.